# Prix des Horizons imaginaires
Le Prix des Horizons imaginaires est un prix littéraire québécois annuel,
Il a été créé par un enseignant de français du Collège Marianopolis et administré par la Fondation Lire pour réussir,.
Ce prix littéraire est décerné par des étudiants du réseau collégial québécois et d'universités canadiennes.
Les activités du prix ont lieu durant la session d’automne, de la rentrée en août/septembre à novembre. Dans chaque établissement participant, un jury local est formé sous la supervision d’un employé (enseignant de n’importe quelle discipline, bibliothécaire, technicien en loisirs, etc.). Il peut autant s’agir d’un cercle de lecture parascolaire que d’un groupe constitué dans le cadre d’un cours. Les trois livres au programme sont dévoilés en mai, quelques mois avant le lancement officiel des activités : cela permet aux employés de découvrir les œuvres durant les vacances estivales, voire à certains groupes de commencer les lectures avant le début des classes. Les inscriptions sont ouvertes du début mai à la fin septembre. Les délibérations finales et la remise du prix ont lieu en novembre, au Salon du livre de Montréal.

## Lauréats
2017: Jonathan Brassard, Celui qui reste
2018: François Blais, Les rivières ; suivi de Les montagnes : deux histoires de fantômes
2019: Maude Deschênes-Pradet, Hivernages : roman
2020: Ayavi Lake, Le marabout
2021: Mireille Gagné, Le lièvre d'Amérique
2022: Fanie Demeule, Highlands
2023: Éric C Plamondon, Bizarreries du banal - 13 histoires étranges,
2024: J. D. Kurtness, La vallée de l'étrange,